# It’s all true
It’s all true ist der zweite Roman der deutschen Schriftstellerin Carmen Stephan. In dem 2017 erschienenen Roman erzählt sie von einer realen Begebenheit aus dem Leben von Orson Welles, dem berühmten Regisseur, dessen Dokumentarverfilmung einer wahren Geschichte 1942 mit dem Tod des Hauptdarstellers tragisch endete. Es ist die Geschichte armer Fischer, die sich gegen Unterdrückung und Ungerechtigkeit 1941 auf einen langen Weg aufmachen und zwei Monate auf einem Floß über das Meer reisten, ohne Kompass, aber mit dem Willen, ihre Welt zu verändern.

## Inhalt

### Handlung
Jacaré wird in eine arme Fischerfamilie im Nordosten von Brasilien hineingeboren. Schon früh lernt er die Ungerechtigkeit des Lebens kennen, den größten Teil ihres täglichen Fischfangs müssen sie sofort abgeben. Eines Tages beschließen Jacaré und seine Crew abzuhauen, um nach Rio zu fahren und sich dort beim Präsidenten zu beklagen. 2.000 Kilometer über das Meer, wobei sie dabei nur von den Fischen leben, die sie fangen. Für die gesamte Reise benötigten sie zwei Monate, und als sie in Rio ankommen, werden sie als Helden gefeiert. Zeitgleich bekommt der junge Hollywood-Regisseur Orson Welles den Auftrag, einen Film über Brasilien zu drehen. Wie der Zufall spielt, hört Orson von Jacaré und seiner Crew und beschließt, diese unglaubliche Geschichte zu verfilmen. Da das Floß von Jacaré und seinen Freunden in Rio im Hafen liegt, dreht man die Szenen des Films der Einfachheit halber in umgekehrter Reihenfolge. Also man beginnt mit dem Schluss, der Ankunft. Als das Floß in die Bucht von Rio hinein segelt, kommt starker Wind auf, welcher große Wellen vor sich hertreibt. Eine dieser Wellen reißt das Floß um, alle fallen ins Wasser und alle bis auf einen tauchen wieder auf, Jacaré. Orson Welles ist untröstlich, denn auf seinem Set stirbt ein lieber junger Mann. Der Film wird mit Jacaré’s Cousin als Hauptperson zu Ende gedreht. In Amerika zurück, will Orson den Film veröffentlichen und zeigen, was er alles in Brasilien gesehen hat. Doch die amerikanische Regierung findet, der Film zeige die falsche Seite von Brasilien und verbietet ihn. Im Jahre 1993, 52 Jahre nach der Fahrt von Jacaré und seinen Männern, wird der Film dann doch noch gezeigt. Die Filmpremiere läuft im Kino von Fortaleza, dem Dorf, in dem Jacaré lebte.

### Personen
Die Hauptfigur in diesem Roman ist der arme Fischer aus dem Nordosten Brasiliens namens Jacaré (portugiesisch: Alligator). Geboren wurde er als Manoel Olimpio Meira, jedoch erhielt er den Spitznamen Jacaré, weil er schon als kleines Kind ein ähnlich zerknittertes Gesicht wie ein Krokodil hatte. Seinen Vater, sowie seinen gleichaltrigen Cousin Pedro, verlor Jacaré schon in jungen Jahren an das Meer. Trotz des Unfalltodes seines Vaters trat Jacaré in die Fußstapfen seines Vaters und wurde selbst zu einem Jangadeiro (portugiesisch: Fischer). Die Jagandeiros am Praia de Iracema hatten keine Rechte, in ihrem Land existierten sie nicht. Trotz allem war seine Frau Josefina und ihre gemeinsamen Kinder glücklich mit Jacaré. Die erschwerten Lebensbedingungen seiner Familie prägten Jacarés Charakter schon früh. Er war sich immer schon bewusst, dass sich die Umstände seines Lebens und der Leben der anderen Jagandeiros nur verändern würden, wenn er etwas dagegen unternehmen würde. Der Wille sein Leben zu verändern und sein Optimismus brachten ihn und seine Gefährten Jeronimo, Tata und Mané Preto schlussendlich dazu, die Reise zum Präsidenten Getulio Vargas nach Rio de Janeiro auf sich zu nehmen.
Die zweite Hauptfigur in diesem Roman ist der Erzähler der Geschichte Jacarés, Orson Welles. Der Regisseur aus Nordamerika wurde vom damaligen amerikanischen Präsidenten Roosevelt gebeten, mit einem besonderen Auftrag nach Brasilien zu reisen.
Josefina kam aus dem Sertão und ihr Vater war Viehhirte. Mit Jacaré hatte Josefina 8 Kinder namens Francisco, Maria Olimpia, José, Raimunda, Francisca, Joaquim und Maria José. Mit ihrem jüngsten Sohn teilte sie seit einem Raubüberfall, an welchem er als Baby anwesend war, eine eigenartige Verbindung. Sie und ihre Kinder waren glücklich mit Jacaré, auch wenn sie in der Misere lebten. Einmal, ganz am Anfang, als Jacaré auf einer Fahrt abwesend war, hatte sie ihn betrogen. Jacaré hatte ihr jedoch schon längst vergeben, denn für ihn war Josefina der Mond, die feine gerade Linie der Küste, die er so lange nicht gesehen hatte, und der feste Boden unter den Füßen (S. 60).

## Form

### Aufbau
Das Buch «It’s all true» hat 116 Seiten und weist keine klassischen Kapitel auf. Auffallend sind die kleinen Sterne, die jedes Mal symbolisieren, dass sich der nächste Absatz auf ein neues Thema bezieht oder der Schauplatz nun gewechselt wird. Die Länge dieser Absätze begrenzt sich auf 1–10 Seiten.
Das ganze Buch ist in aufrechter Schrift geschrieben. Lediglich Zitate, Ortsnamen und einzelne Aussagen sind kursiv geschrieben. Ein auktorialer Erzähler erzählt die Geschichte, die auf wahren Begebenheiten basiert, chronologisch linear, wobei immer wieder einzelne Stellen eingebaut werden, die einen Einblick in die Zukunft geben (S. 27). Der Roman wird aus mehreren Perspektiven erzählt; zum einen aus dem Leben des Fischers Jacaré, zum anderen aus dem Leben des Filmregisseurs Orson Welles.
Auch sind vermehrt einzelne Abschnitte und Sätze zu finden, die nichts über den Verlauf der Geschichte erzählen, jedoch an abstrakte Gedankengänge erinnern, die zum Nachdenken animieren (S. 51, 62, 79).
Gegen Ende des Buches (ab S. 72) wird die Geschichte dann sehr chronologisch erzählt und es wird ganz genau geschildert, wann und wie alles abläuft. Nun wird auch erklärt, warum man die Reise der Jangadeiros verfilmen möchte und wie es dazu gekommen ist. Der Schlussteil des Buches dient zum Verständnis des Lesers, weshalb er auch sehr klar und verständlich geschrieben wurde. Er fasst alles Geschehene zusammen und gibt noch einen Ausblick, was mit den Personen im Buch nach dem Filmdreh geschehen ist.

### Sprache
Die ganze Geschichte ist in einer sehr einfachen Sprache geschrieben und beinhaltet mehrere Metaphern. Der Text wird sehr bildlich und mit verschiedenen Vergleichen an den Leser übermittelt. Immer wieder werden Parataxe verwendet (S. 21). Auch werden öfters Teilsätze oder Wörter bewusst wiederholt (S. 9). Das Einbringen portugiesischer Ausdrücke lässt die Geschichte noch emotionaler und realer wirken.

### Gattung
«It’s all true» ist ein Tatsachenroman. Eine wahre Erzählung über das ungerechte Leben von vier Männern und den Kampf um ihre Rechte.

## Trivia
1993 drehte der Regisseur Billy Krohn einen Dokumentarfilm über Orson Welles Dreharbeiten zum Film It´s all true.

## Rezension
Der 2017 erschienene Roman erzielte meist positive Kritik. Carina Müller, Redaktorin des Sankt Michaelsbund schreibt: „Tiefgründige Fragen und Erkenntnisse werden in einer nahezu poetischen Sprache bearbeitet und auf eine derart treffliche Art und Weise auf den Punkt gebracht, dass man einzelne Passagen mehrmals lesen möchte. Beeindruckend, wie dieses beachtliche Pensum Wahrheit mit hoher inhaltlicher Dichte auf 116 Seiten passt! Ein besonders wertvoller Text und daher absolut zu empfehlen.“ Anderen ist das Buch etwas zu kurz, so berichtet Die Zeit, dass es „knapp, aber hingerissen sei“. Viele Rezensenten beschreiben die Sprache als „poetisch“ oder gar „majestätisch“, ebenso sei der Roman psychologisch sehr nachvollziehbar.

## Textausgaben
- Carmen Stephan: It’s all true. S. Fischer, Frankfurt am Main 2017, ISBN 978-3-10-397305-1.